# Гигантский осьминог
Гигантский осьминог (осьминог Дофлейна, осьминог Джильберта, лат. Enteroctopus dofleini) — вид осьминогов рода Enteroctopus из семейства Enteroctopodidae.
Самый крупный вид осьминогов. Вид описал немецкий зоолог Герхард Вюлкер (Gerhard Wülker, 1885—1930) в 1910 году.

## Распространение
Обитает в северной части Тихого океана, в Японском, Охотском и Беринговом морях, а также у тихоокеанского побережья Северной Америки, от Нижней Калифорнии до Аляски на северо-востоке и Японии на западе, от тропического до субарктического пояса, в верхних горизонтах, в зоне приливов и отливов до глубин 180 метров, встречается на глубинах до 800 м, иногда — до 1500 метров, от побережья до края континентального шельфа. Гигантский осьминог распространён от Японии и Корейского полуострова до Приморья, южной части острова Сахалин, включая: Курильские острова, Камчатку, Командорские и Алеутские острова. В настоящее время происходит сокращение численности самцов и наиболее крупных самок.

## Морфология
Крупный осьминог, обычный вес которого от 2 до 10 кг. Большие особи размером до 150 см весят около 30 кг. Зарегистрированы экземпляры до 50 кг весом и длиной до 3 м. По некоторым данным, длина отдельных особей может достигать 9 м. Максимальная зарегистрированная масса — 198,2 кг. Самки крупнее самцов. Радиальный разброс рук может составлять до 9,8 м. У гигантского осьминога орган воронки W-образный. Над глазами имеются 3—4 шишкообразно увеличенных бородавки, по одному крупному кожистому ушку. Гектокотиль у самцов узкий, полузакрытый, почти трубкообразный. Тело круглое или овальное, морщинистое, покрыто изолированными бородавками. Расстояние между наиболее удалёнными точками глаз равно или больше половины длины туловища (измеренной от его конца и до линии, соединяющей центры глаз).
Двусторонне-симметричный, высокоорганизованный моллюск. Тело ясно разделяется на руки, голову и мешковидное туловище. Остаток раковины полностью утерян. Характерная для моллюсков нога преобразована в воронку и руки. Рук насчитывается 8, они представляют собой конические щупальца, снабжённые присосками по всей своей внутренней поверхности. Руки в основании соединены перепонкой (умбреллой). Присоски располагаются в два ряда, усики и плавники отсутствуют. Присоски лишены роговых колец и стебельков, к внутренней поверхности рук они прикрепляются непосредственно своими основаниями. Воронка представляет собой коническую трубку, узким концом направленную вперёд и наружу, а широким основанием — назад и в мантийную полость. Воронка служит для плавания. Туловище со всех сторон одето мантией, прирастающее к нему на спинной стороне и отделённого мантийной полостью на брюшной стороне. В мантийной полости находятся жабры, туда же открываются анальное и половое отверстия. На голове расположены очень сложные и высокоорганизованные глаза, снабжённые роговицей, радужиной, хрусталиком, стекловидным телом и весьма чувствительной сетчаткой. Радула хорошо развита. Глотка вооружена мощными хитиновыми челюстями, верхней и нижней, по форме напоминающей клюв попугая. В ротовую полость впадают протоки слюных желёз. Развит внутренний скелет, представленный хрящевыми образованиями, предохраняющими в виде головной капсулы головное скопление ганглиев, глаза и статоцисты. Яйца прикрепляет к донным предметам. Оплодотворение внутреннее. Роль копулятивного органа выполняют две изменённые руки, называемые гектокотилями.
Прекрасный пловец, но предпочитает подолгу лежать на дне, стремительно покидая его в минуту опасности или в погоне за добычей. Прожорливый хищник-универсал. В основном потребляет ракообразных и моллюсков. На гигантского осьминога охотятся крупные рыбы и морские млекопитающие: каланы, сивучи, нерпы, котики, акулы, палтусы, зубатки, кашалоты.
Гонохористичный (раздельнополый) вид. После нереста и насиживания яиц, вскоре после появления молоди из яиц, самка, как правило, погибает. Для размножения самец привлекает самку. При спаривании самец удерживает самку рукой, а гектокотилем вводит сперматофоры в мантийную полость самки, где происходит оплодотворение. Молодь некоторое время пребывает на планктонной стадии, пока не вырастают и не начинают вести бентический (донный) образ жизни.

## Среда обитания
В открытом океане не обнаружен. В прибрежных районах для его обитания наиболее характерны скальные грунты. Осьминоги обычно прячутся в пещерах, расщелинах, среди валунов. В летний период гигантский осьминог встречается на грунтах всех типов. Часто встречаются на границе скальных и песчаных грунтов в окрестностях крутых мысов, гораздо реже — в центре глубоких бухт на песчаных и галечных грунтах. В случае большой отдалённости от берегов осьминоги обитают на гравийных, ракушечных, песчаных и илистых грунтах. На открытых участках с мелкодисперсными грунтами осьминоги могут выкапывать широкие ямы, которые они используют в качестве логова.

## Хозяйственное значение
Гигантские осьминоги служат объектом промысла в Северной Японии, КНДР и Южной Корее.

## Жизненный цикл
Осьминог совершает сезонные миграции летом и осенью. Летом в преддверии нереста они мигрируют на малые глубины и образуют скопления. После нереста осенью осьминоги очень быстро, в течение нескольких дней, распределяются по всему ареалу, не образуя скоплений, и заселяют скальный грунт вдоль изобат.